# Everaldo de Jesus Pereira
Everaldo de Jesus Pereira (født 19. februar 1980) er en tidligere brasiliansk fodboldspiller.